# ボブ・メイロウィッツ
ボブ・メイロウィッツ（Bob Meyrowitz）は、アメリカ合衆国の総合格闘技団体「UFC」の創立者の1人で元オーナー。2001年に「ズッファ（Zuffa, LLC）」へUFCを売却した。

## 来歴
ラジオ番組などの製作を経て、1980年代にペイ・パー・ビュー会社「セマフォ・エンターテイメント・グループ（SEG）」を設立。
1999年に初のインターネットラジオ局「Eyada.com」を設立。
2008年にライブ・ネイションと共同で総合格闘技の新会社「YAMMA Pit Fighting」を設立するが、2008年4月11日に1度大会を開催して消滅した。

## 表彰
- UFC 殿堂入り（2016年）